# Giuseppe Ambrosino
Giuseppe Ambrosino, né le 10 septembre 2003 à Procida en Italie, est un footballeur italien qui évolue au poste d'avant-centre au SSC Napoli.

## Biographie

### Carrière en club
Originaire de l'île de Procida, en Italie, Giuseppe Ambrosino est formé par le Napoli,, avant de commencer sa carrière professionnelle en prêt avec Côme lors de la saison 2022-23 de Serie B. Il joue son premier match avec l'équipe première du club le 8 décembre 2022, remplaçant Leonardo Mancuso à la 80e minute d'un match nul 0-0 en championnat contre Palerme.
En deuxième partie de saison il est rappelé par le club de Naples, avant d'être prêté à nouveau en deuxième division, chez l'AS Cittadella.
Il est prêté pour la saison 2023-2024 à l'US Catanzaro en Serie B.

### Carrière en sélection
Déjà international avec les moins de 19 ans italiens, Giuseppe Ambrosino est convoqué pour la première fois avec l'équipe d'Italie des moins de 20 ans en septembre 2022,,.
En décembre 2022, il prend part à un camp d'entraînement dirigé par le manager de l'équipe nationale senior italienne, Roberto Mancini, destiné au talent les plus prometteurs du pays.
Il est convoqué avec l'équipe d'Italie des moins de 20 ans pour participer à la Coupe du monde des moins de 20 ans qui a lieu en mai et juin 2023. Après avoir éliminé l'Angleterre,, championne d'Europe en titre, puis la Colombie, l'Italie s'impose face à la Corée du Sud en demi-finale (2-1), pour atteindre l'ultime niveau de la compétition,.

## Palmarès
Italie -20 ans
- Coupe du monde
  - Finaliste en 2023